# Advances in Heterocyclic Chemistry
Advances in Heterocyclic Chemistry ist eine Peer-Review-Fachzeitschrift, die vom Elsevier-Verlag herausgegeben wurde.
Die Zeitschrift wurde 1963 gegründet und beschäftigt sich mit der Chemie von Heterocyclen, einem Teilbereich der Organischen Chemie.
Chefredakteure der Zeitschrift sind Eric F. V. Scriven von der University of Florida Christopher A. Ramsden von der Keele University. Die Zeitschrift hatte nach Journal Citation Reports des Web of Science 2019 einen Impact Factor von 4,313 und belegte damit in der Kategorie „organische Chemie“ Rang 10 von 57.